# ダニ・デ・ウィト
ダニ・デ・ウィト（Dani de Wit、1998年1月28日 - ）は、オランダ・ホールン出身のサッカー選手。ドイツ・ブンデスリーガ・VfLボーフム所属。ポジションはMF。

## クラブ経歴
2006年より、アヤックス・アカデミーにて育成され、2017年2月3日、RKCヴァールヴァイク戦でヨング・アヤックスデビュー。
2017-18シーズンよりヨング・アヤックスで定位置を掴み、2018年1月5日、契約を2020年6月30日までに延長した。2月25日にはADOデン・ハーグ戦でトップチームデビューを飾った。
2019年8月30日、AZアルクマールに移籍した。
2024年7月3日、VfLボーフムに移籍した。